# Pista indica
Pista indica är en ringmaskart som beskrevs av Fauvel 1940. Pista indica ingår i släktet Pista och familjen Terebellidae. Inga underarter finns listade i Catalogue of Life.